# Vouziers
Vouziers község Franciaországban, Ardennes megyében. Lakosainak száma 3862 fő (2022. január 1.). Vouziers Sainte-Marie, Bourcq, Grivy-Loisy, Savigny-sur-Aisne, Voncq, Mars-sous-Bourcq, La Croix-aux-Bois, Vandy, Falaise, Bairon-et-ses-Environs és Ballay községekkel határos.
Új községként 2016. június 1-jén jött létre, amikor a régi Vouziers egyesült Terron-sur-Aisne és Vrizy korábbi községgel.

## Népesség
A település népessége az elmúlt években az alábbi módon változott:
| Lakosok száma | 4340 | 4339 | 4320 | 4169 | 4016 | 3862 |
|               | 2017 | 2018 | 2019 | 2020 | 2021 | 2022 |